# Pachypodium brevicaule
Pachypodium brevicaule är en oleanderväxtart. Pachypodium brevicaule ingår i släktet Pachypodium och familjen oleanderväxter.

## Underarter
Arten delas in i följande underarter:
- P. b. brevicaule
- P. b. leucoxanthum